# جیانگ رانشین
جیانگ رانشین (انگلیسی: Jiang Ranxin؛ زادهٔ ۲ مهٔ ۲۰۰۰) تیرانداز اهل چین است.
وی در مسابقات کشوری و بین‌المللی در مجموع برندهٔ ۲ مدال طلا، ۱ مدال نقره شده‌است.